# Джон Сноу
Джон Сноу (англ. John Snow, 15 березня 1813 — 16 червня 1858) — англійський лікар та лідер упровадження анестезії та медичної гігієни. Його вважають одним із батьків сучасної епідеміології, переважно завдяки класичній роботі по виявленню джерела спалаху холери у Сохо (Лондон) 1854 року. Його висновки спричинили кардинальні зміни у системі водопостачання та каналізації Лондону, які зумовили до подібних змін в інших містах та значного покращення громадського здоров'я у світі загалом.

## Ранні роки та освіта
Сноу народився 15 березня 1813 року в Йорку, Англія. Він був першою дитиною у дев'ятидітній сім'ї Вільяма та Френсіс Сноу, що жили в будинку на Північній вулиці. Його район був одним з найбідніших в місті і завжди знаходиться під загрозою затоплення через свою близькість до річки Уз. Його батько був чорноробом, який можливо працював на місцевому вугільному дворі біля Уз, що ймовірно постійно поповнювався баржами за рахунок Йоркширського вугільного басейну. Пізніше він став фермером у малому селі на північ від Йорку. Сноу хрестили у Йорку, у Церкві всіх святих на Північній вулиці.

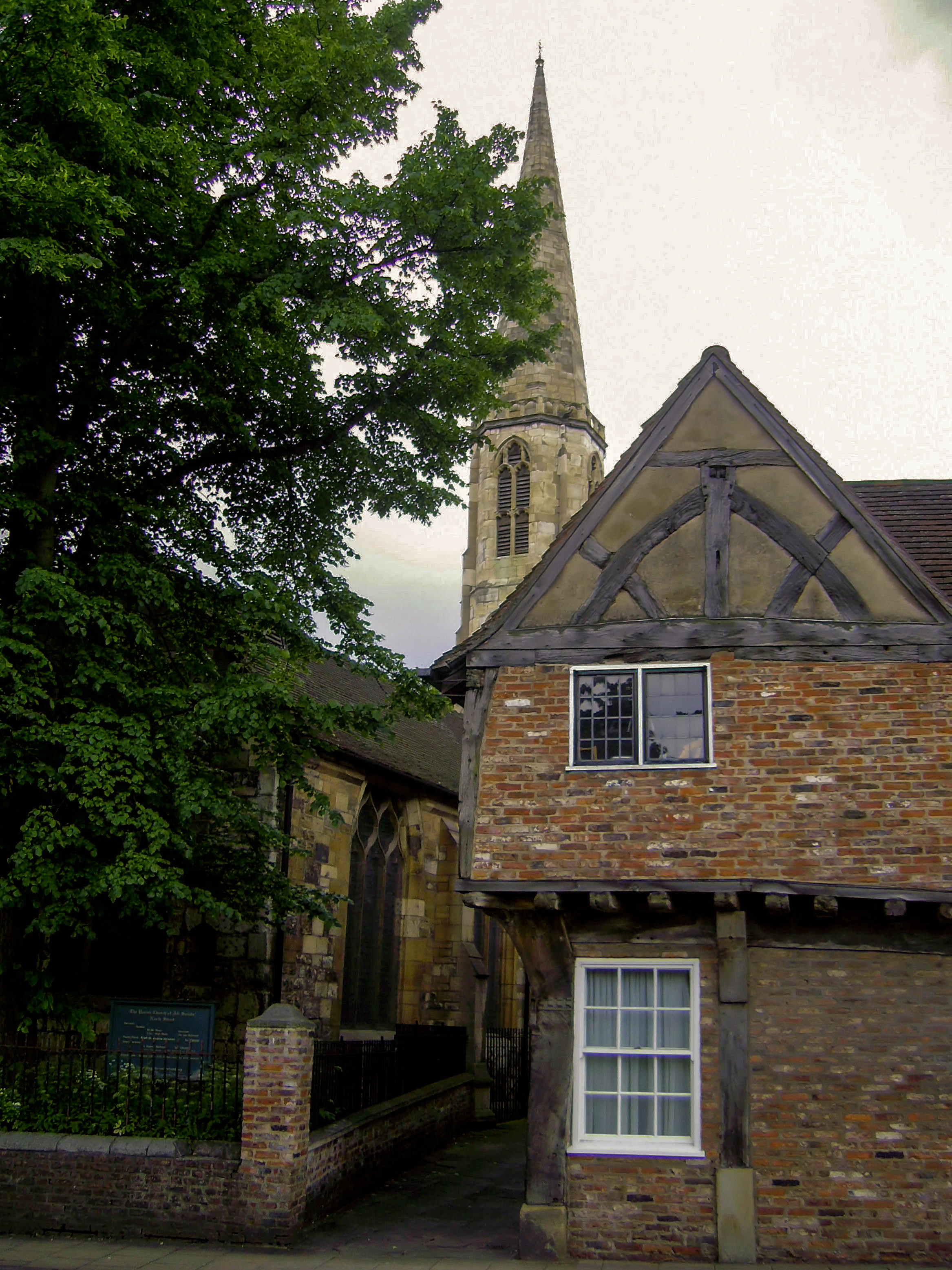
Церква всіх святих, Північна вулиця, Йорк.

Сноу вчився у Йорку до 14 років, коли його віддали в науку до Вільяма Гардкастла, хірурга з Ньюкаслу-на-Тайні. Саме там у 1831 році він уперше зіткнувся з холерою, яка потрапила в Ньюкасл через морський порт Сандерленд і спустошила місто. З 1833 по 1836 рік Сноу працював помічником хірурга вугільної шахти, спочатку у Бернофілді, графстві Дарем, а потім у Пателі Брідж, Вест Райдінг Йоркшир. У жовтні 1836 він поступив до школи медицини Хантера на вулиці Великого вітряка у Лондоні.

## Кар'єра
У 1837 році Сноу почав працювати у Вестмінстерському госпіталі. Прийнятий у члени Королівської колегії хірургів Англії 2 травня 1838 року він закінчив Лондонський університет у грудні 1844 року і був прийнятий до Королівської колегії лікарів у 1850 році. У 1850 році він став також одним із засновників Товариства епідеміологів Лондона, яке утворилось у відповідь на спалах холери у 1849 році.
У 1857 році Сноу зробив ранній внесок у епідеміологію, який часто не беруть до уваги, — брошуру «Щодо фальсифікації хліба як причини рахіту».

## Анестезія
Джон Сноу один з перших вивчав та розраховував дозування ефіру та хлороформу для анестезії при хірургічних та акушерських операціях . Він розробив апарат для безпечної подачі ефіру пацієнтам та маску для подачі хлороформу. Він особисто подавав хлороформ Королеві Вікторії при народженні двох останніх з її дев'яти дітей, Леопольда у 1853 році та Біатріс у 1857 році, сприяючи більш широкому суспільному сприйняттю анестезії в акушерстві. Сноу написав статтю по ефіру у 1847 році під заголовком «Щодо інгаляції парів ефіру» (англ. On the Inhalation of the Vapor of Ether). Довшу версію «Щодо хлороформу й інших анестетиків та їхньої дії й введення» (англ. On Chloroform and Other Anaesthetics and Their Action and Administration) опублікували посмертно у 1858 році.

## Холера

Мапа пізнішого спалаху холери у Лондоні, 1866

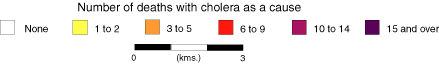
Умовні позначення щодо карти вище

Сноу відносився скептично щодо домінантної на той час теорії міазмів, відповідно до якої такі хвороби як холера та бубонна чума були зумовлені забрудненням або шкідливою формою «поганого повітря». Мікробна теорія хвороб ще не була сформована, тому Сноу не розумів механізму передачі хвороби. Його спостереження сприяли його невірі в теорію поганого повітря. Він уперше опублікував свою теорію у 1849 у есе «Щодо способу зв'язку холери» (англ. On the Mode of Communication of Cholera), з наступним виданням детальнішого трактату у 1855. Останній включав результати його дослідження ролі водопостачання у епідемії 1854 року у Сохо.

Спілкуючись з місцевими жителями (з допомогою Генрі Вайтгеда), він визначив джерело спалаху — насос комунального водопостачання на Брод-стріт (тепер Бродвік-стріт). Хоча хімічне та мікроскопічне дослідження Сноу зразків води з насоса на Брод-стріт (нині Бродвік-стріт, район Сохо) не довели переконливо його небезпеку, його аналіз схеми захворювання були достатньо переконливими для місцевої влади аби вимкнути помпу колодязя, видаливши ручку. Цьому приписується причина закінчення спалаху, але Сноу зазначив, що епідемія, можливо, вже на швидкому зниженні: 
Немає сумніву, що смертність значно знизилась, як я казав раніше, завдяки втечі населення, яка почалась незабаром після початку спалаху; але атаки настільки ослабли до того, як було зупинено використання води, що неможливо вирішити чи колодязь досі містить холерну отруту в активному стані, чи з певних причин вода звільнилась від неї.Оригінальний текст (англ.)
There is no doubt that the mortality was much diminished, as I said before, by the flight of the population, which commenced soon after the outbreak; but the attacks had so far diminished before the use of the water was stopped, that it is impossible to decide whether the well still contained the cholera poison in an active state, or whether, from some cause, the water had become free from it.

Оригінальна мапа Джона Сноу, що показує кластери холери під час лондонської епідемії 1854 року, малюнок та літографія Чарльз Чеффінз.

Пізніше Сноу  за допомогою точкової картограми проілюстрував випадки захворювання кластеру холери навколо помпи. Для ілюстрації зв'язку між якістю джерела води та випадками холери він також застосовував статистичні методи. Він також показав, що водопровідна компанія Саутерку та Воксхоллу здійснювала забір води з ділянок Темзи, забруднених стічними водами. Це спричинило підвищення частоти випадків холери. Дослідження Сноу було найважливішою подією в історії громадського здоров'я та географії.
Сноу написав:
|                                                         | Працюючи над точковою мапою, я виявив, що майже всі смерті відбулись недалеко від помпи [на Брод-стріт]. У будинках значно ближчих до іншої вуличної помпи було лише десять смертей. У п'яти із цих випадків родини померлих повідомили мені, що вони завжди використовували воду з помпи на Брод-стріт, оскільки вода звідти їм подобалась більше порівняно з ближньою. У трьох інших випадках померлі були діти, які ходили до школи поряд з помпою на Брод-стріт… Що стосується смертей, що відбулись у місцевості поряд з помпою, був 61 випадок, про який мені повідомили, що померлі особи зазвичай пили воду з помпи на Брод-стріт чи постійно, чи час від часу… Таким чином результатом дослідження є те, що не було жодного особливого спалаху чи поширення холери у цій частині Лондона окрім як серед людей, що мали звичку пити воду із вищезгаданого помпового колодязя. Оригінальний текст (англ.) On proceeding to the spot, I found that nearly all the deaths had taken place within a short distance of the [Broad Street] pump. There were only ten deaths in houses situated decidedly nearer to another street-pump. In five of these cases the families of the deceased persons informed me that they always sent to the pump in Broad Street, as they preferred the water to that of the pumps which were nearer. In three other cases, the deceased were children who went to school near the pump in Broad Street... With regard to the deaths occurring in the locality belonging to the pump, there were 61 instances in which I was informed that the deceased persons used to drink the pump water from Broad Street, either constantly or occasionally... The result of the inquiry, then, is, that there has been no particular outbreak or prevalence of cholera in this part of London except among the persons who were in the habit of drinking the water of the above-mentioned pump well. I had an interview with the Board of Guardians of St James's parish, on the evening of the 7th inst [7 September], and represented the above circumstances to them. In consequence of what I said, the handle of the pump was removed on the following day. |
| — Джон Сноу, лист редактору «Medical Times and Gazette» | |

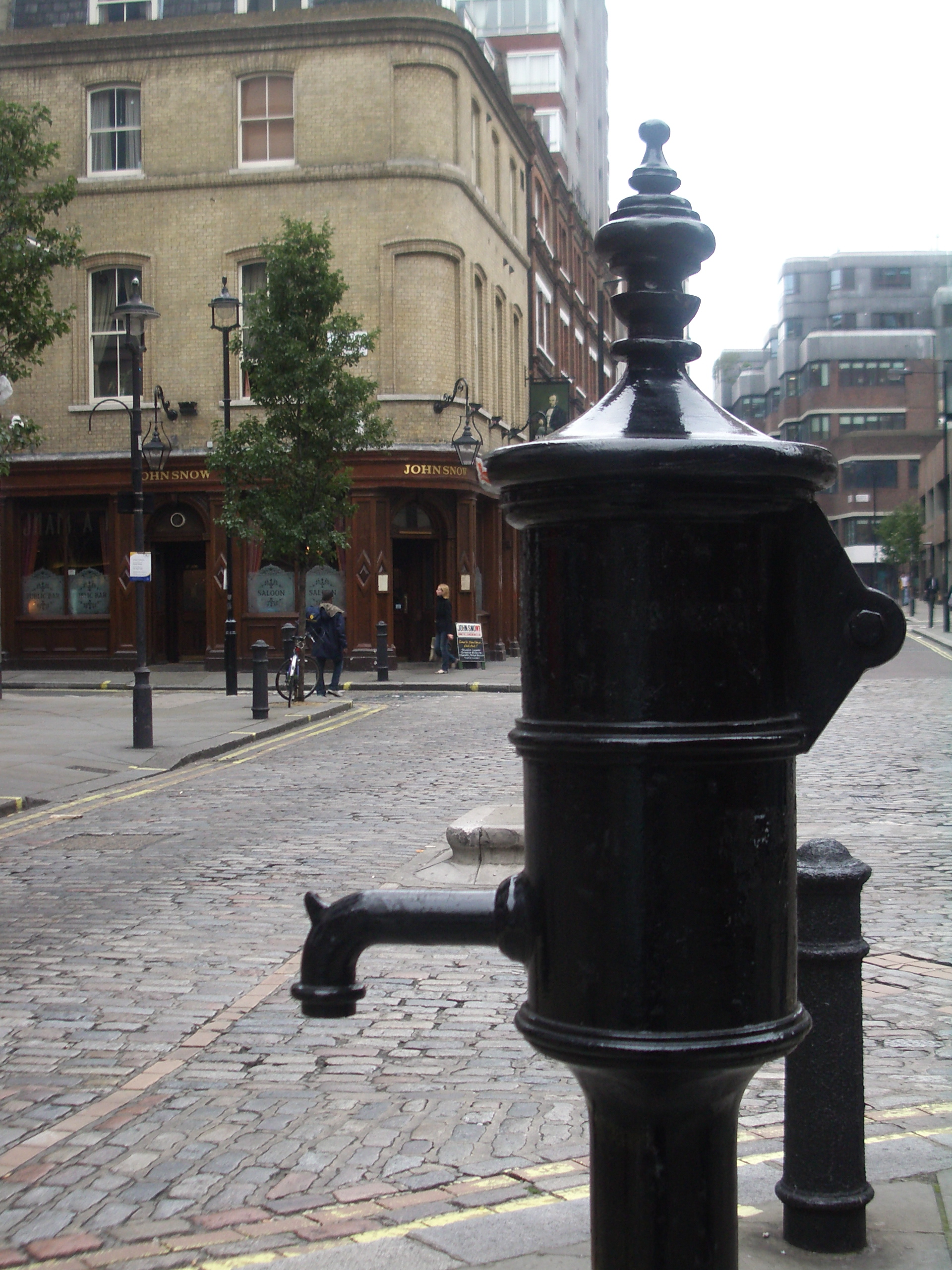
Громадський будинок Джона Сноу та меморіальний знак на Бродвік-стріт, Сохо.

Дослідники пізніше виявили, що цей громадський колодязь було викопано лише за 3 фути (0,9 метра) від старої вигрібної ями, з якої надходили фекальні бактерії. Над нею прали тканинні підгузники дитини з будинку 40 по Брод-стріт, яка заразилась холерою з іншого джерела. Оскільки відповідно до первинних записів немовля померло від діареї, а не від холери, то його смерть не було враховано.
Томас Шептер провів подібне дослідження та використав точкову мапу  при дослідженні холери у Ексетері, графстві Девон значно раніше Джона Сноу. Проте у ньому не було звернено увагу на проблему з водопостачанням.

### Політичні суперечки
Після того, як епідемія холери вщухла, урядовці встановили назад ручку помпи з Брод-стріт. Вони відповіли тільки на нагальну загрози для населення і потім вони відкинули теорію Сноу. Прийняття цієї пропозиції означало б непряме прийняття фекально-орального шляху передачі захворювань, що було б надто неприємно для більшої частини громадськості.
Лише 1866 року Вільям Фарр, один з головних супротивників Сноу, зрозумів обґрунтованість його висновків під час розслідування іншого спалаху холери у Бромлі-бай-Боу. Він видав негайні вказівки не вживати некип'ячену воду.
Фарр заперечував пояснення Сноу про те, як саме холера поширювалась через забруднену воду, проте він погоджувався, що вода відіграє роль у поширенні захворювання. По суті, деякі статистичні дані, зібрані Фарром допомогли в просуванні поглядів Джона Сноу.
Службовці громадського здоров'я визнають політичну боротьбу, в яку часто стають уплутані реформатори. Під час Щорічної лекції Ручки Помпи у Англії члени Товариства Джона Сноу видаляють та повертають назад ручку помпи, що символізує постійні виклики на шляху покращення у галузі громадського здоров'я.

## Пізніше життя
У 1830 році Сноу став членом руху за тверезість, та на близько 10 років став вегетаріанцем та тітоталістом. У середині 1840-х його здоров'я погіршилось і він повернувся до споживання м'яса та вживання вина. Він продовжував пити чисту воду (очищену за допомогою кип'ятіння) протягом всього свого дорослого життя. Він так ніколи і не одружився.
Сноу жив на у Лондоні на Саквілл-стріт, 18 з 1852 до смерті у 1858 році.
Сноу переніс інсульт 10 червня 1858 року під час роботи у свому лондонському офісі. На той час йому було 45 роки. Як наслідок він помер 16 червня 1858 роуц. Його було поховано на Бромптонському цвинтарі.

## Спадок та почесті

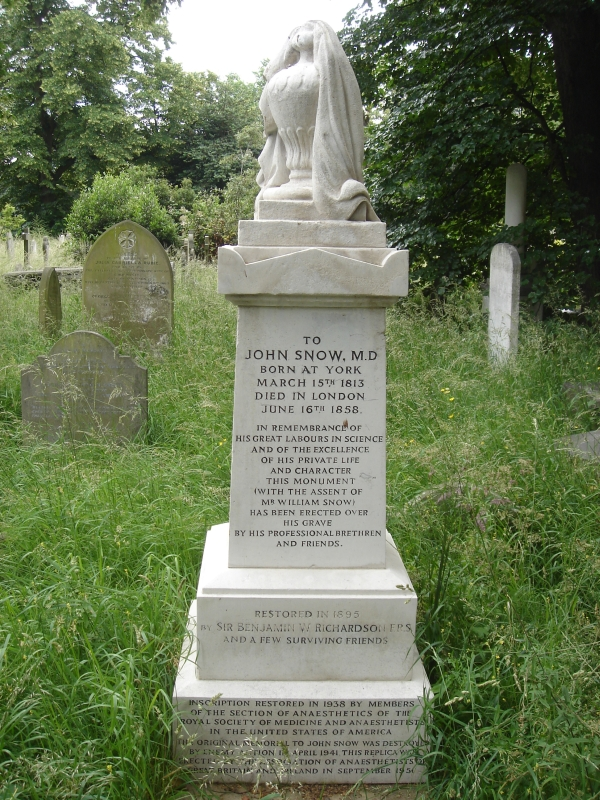
Надгробок, кладовище Бромптон, Лондон

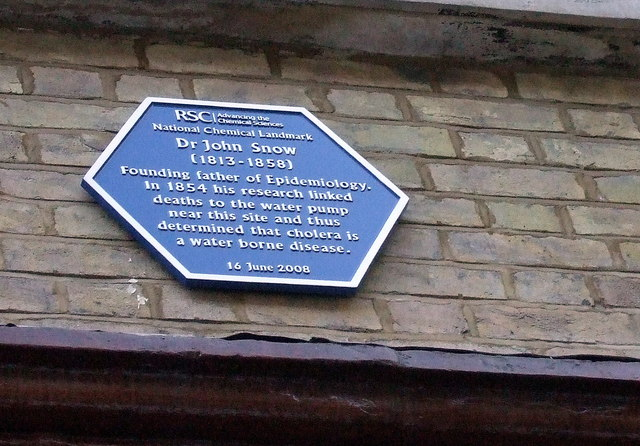
Синя табличка, встановлена Королівським хімічним товариством

- На Брод-стріт (тепер Бродвік-стріт) на місці оригінальної водяної помпи у пам'ять про Сноу та його дослідження 1854 року встановлено меморіальний знак. Його зроблено у вигляді водяної помпи з видаленою ручкою. Саме місце, де стояв насос вистелено червоним гранітом.
- Громадський будинок поруч назвали  «Джон Сноу» (англ. «The John Snow») на його честь[28].
- Товариство Джона Сноу, назване на його честь, регулярно зустрічається у пабі Джона Сноу. Керівники громадського здоров'я щорічно у вересні проводять Лекцію Ручки Помпи.
- На його могилі на Цвинтарі Бромптон у Лондоні встановлено надгробний пам'ятник.
- У Йорку Джона Сноу вшановує синя табличка у західній частині Park Inn, готелю на Північній вулиці.
- Разом з колегою — піонером анестезіології Джозефом Томасом Кловером[en], Сноу є одним із  щитотримачів Королівської колегії анестезіологів[en][29].
- Анестезіологічне товариство Великої Британії та Ірландії[en] присуджує Нагороду Джона Сноу — стипендію для студентів студентів-медиків, що займаються дослідженнями в області анестезії.
- У 1978 році було засновано фірму з досліджень та консультування у галузі громадського здоров'я — John Snow, Inc.
- У 2001 році у Даремському університеті було засновано Коледж Джона Сноу[en].
- У 2013 році The Lancet опублікував виправлення свого короткого некролога Сноу, спочатку опублікованого у 1858 році: «Журнал визнає, що деякі читачі читачі можуть помилково було зробити висновок, що Ланцет був не в змозі визнати видатні досягнення доктора Сноу в царині епідеміології та, зокрема, його далекоглядної роботи щодо визначення шляху передачі епідемічної холери»[30].
- Незважаючи на повідомлення, що Сноу отримав нагороду Інституту Франції за його есе 1849 року щодо холери,[31] лист 1950 року від Інституту вказує, що його було лише номіновано на неї[32].
- У 2016 році Катерина Тенслі (англ. Katherine Tansley) белетризовано описала діяльність Сноу у її історичному романі «Доктор із Брод-стріт» (англ. The Doctor of Broad Street), видавництво Troubadour Books.

## Примітка
1. ↑  Bibliothèque nationale de France BNF: платформа відкритих даних — 2011.
2. 1 2  Frerichs R. Encyclopædia Britannica
3. 1 2  Base biographique — BIU Santé.
4. ↑  Find a Grave — 1996.
5. ↑  Wedding Record of William Snow and Frances Empson, Huntington All Saints, 24/05/1812
6. ↑  Census 1841
7. ↑  Markel, H. (2013). Happy Birthday, Dr Snow. JAMA. 309 (10): 995—6. doi:10.1001/jama.2013.1304. PMID 23483173.
8. ↑  Thomas, KB.
9. ↑  London Epidemiology Society. UCLA. Архів оригіналу за 17 жовтня 2019. Процитовано 22 жовтня 2012.
10. ↑  Dunnigan, M. (2003). Commentary: John Snow and alum-induced rickets from adulterated London bread: an overlooked contribution to metabolic bone disease. International Journal of Epidemiology. 32 (3): 340—1. doi:10.1093/ije/dyg160. PMID 12777415.
11. ↑  Snow, J. (1857). On the Adulteration of Bread As a Cause of Rickets. The Lancet. 70 (1766): 4. doi:10.1016/S0140-6736(02)21130-7.
12. ↑  John Snow (1813–58) [Архівовано 6 січня 2016 у Wayback Machine.]. sciencemuseum.org.uk
13. ↑  Anesthesia and Queen Victoria. John Snow. Department of Epidemiology UCLA School of Public Health. Архів оригіналу за 16 липня 2012. Процитовано 21 серпня 2007.
14. ↑  Snow, John (1847) On the Inhalation of the Vapor of Ether [Архівовано 7 березня 2017 у Wayback Machine.]. ph.ucla.edu
15. ↑  Snow, John (1858) On Chloroform and Other Anaesthetics and Their Action and Administration.
16. ↑  Gunn, S. William A.; Masellis, Michele (23 жовтня 2007). Concepts and Practice of Humanitarian Medicine. Springer. с. 87–. ISBN 978-0-387-72264-1. Архів оригіналу за 12 грудня 2016. Процитовано 11 січня 2017.
17. ↑  Paneth, N; Vinten-Johansen, P; Brody, H; Rip, M (1 жовтня 1998). A rivalry of foulness: official and unofficial investigations of the London cholera epidemic of 1854. American Journal of Public Health. 88 (10): 1545—1553. doi:10.2105/ajph.88.10.1545. ISSN 0090-0036. PMC 1508470. PMID 9772861.
18. ↑  Shapter, Thomas (1849). The History of the Cholera in Exeter in 1832. London: John Churchill.
19. ↑  Chapelle, Frank (2005) Wellsprings.
20. ↑  Cadbury, Deborah (2003). Seven Wonders of the Industrial World. London and New York: Fourth Estate. с. 189–192. Процитовано 4 квітня 2015.
21. ↑  Eyler, John M. (April 1973). William Farr on the Cholera: The Sanitarian's Disease Theory and the Statistician's Method. Journal of the History of Medicine.
22. ↑  Donaldson, L.J. and Donaldson, R.J. (2005) Essential Public Health.
23. ↑  Annual Pumphandle Lecture Series. johnsnowsociety.org. The John Snow Society. 20 жовтня 2013. Архів оригіналу за 29 жовтня 2013. Процитовано 24 жовтня 2013.
24. ↑  Snow, Stephanie J. (2004) «Snow, John (1813—1858)» [Архівовано 18 жовтня 2016 у Wayback Machine.] in Oxford Dictionary of Biography
25. ↑  JOHN SNOW'S HOMES. Архів оригіналу за 12 листопада 2016. Процитовано 11 січня 2017.
26. ↑  Johnson, Steven (2006). The Ghost Map. Riverhead Books. с. 206. ISBN 1-59448-925-4.
27. ↑  List of notable occupants. Brompton Cemetery. Архів оригіналу (HTTP) за 14 липня 2007. Процитовано 21 серпня 2007.
28. ↑  Punt, Steve (12 травня 2014). Birmingham. The 3rd Degree. Сезон 3. Епізод 6.  Подія сталася на 7:05. BBC Radio 4. Процитовано 1 грудня 2016. Архівована копія. Архів оригіналу за 28 листопада 2016. Процитовано 11 січня 2017.{{cite web}}:  Обслуговування CS1: Сторінки з текстом «archived copy» як значення параметру title (посилання)
29. ↑  The College Crest. The Royal College of Anaesthetists. 2014. Архів оригіналу за 12 вересня 2014. Процитовано 12 вересня 2014.
30. ↑  Hempel, S. (2013). John Snow. The Lancet. 381 (9874): 1269. doi:10.1016/S0140-6736(13)60830-2.
31. ↑  S. William Gunn; M. Masellis (2008). Concepts and practice of humanitarian medicine. ISBN 0-387-72263-7. Архів оригіналу за 6 травня 2016. Процитовано 11 січня 2017.
32. ↑  Couvrier R, Edwards G (July 1959). John Snow and the Institute of France. Med Hist. 3 (3): 249—251. doi:10.1017/s0025727300024662. PMC 1034490.